# Esquadra do Estreito
A Esquadra do Estreito (algumas vezes referida como a Armada do Estreito) foi criada final do reinado de Manuel I de Portugal (1520), para proteger a navegação e comércio português nas águas do Norte de África:
Composta por fustas e caravelas, foi uma das três armadas criadas à época. As demais eram a Armada da Costa (com embarcações de maior porte) e a Armada das ilhas, com a mesma finalidade, nas respectivas áreas de atuação.

## História
Em 1520 D. Manuel I teve "nova certa que Barba Ruiva, turco, avendo-se apoderado da cidade d' Argel, no reino de Tremecém, (...) intentava vir aquele ano ao Estreito, como já outra vez viera no ano de dezassete". Por isso mandou construir quatro "mui poderosas galés, e providas de muita e boa artelharia e de muita boa jente, assi fidalgos como criados de sua casa, e por capitão geral delas ordenou Dom Pedro Mazcarenhas (...) o qual aquele ano andou nelas por guarda do Estreito, trazendo outras cinco caravelas d'armada no Estreito". Barba Ruiva "tendo nova desta grosa armada não ousou de vir". E D. Pedro, "andando todo o verão no estreito e sem lhe soceder cousa que se possa escrever, se veio invernar em lisboa".
Mas tendo criado uma feitoria em Arzila, D. Manuel não abandonou a ideia duma esquadra no estreito, e "determinou, muito acertadamente, que ao serviço da feitoria  e dos lugares de além andasse uma caravela de armada, e foi seu capitão Vasco Fernandes César (...). Foi a primeira caravela que no Estreito [de Gibraltar] andou ao serviço dos lugares e tão bom ele pareceu que no ano de 1522 se proveu outra caravela para o dito serviço, e foi seu capitão João Valadares; e desde então (...) sempre houve duas caravelas de armada no Estreito."
"Estas embarcações eram empregadas no serviço dos lugares e guardavam os navios de trigo e de passageiros, que andavam no Estreito, dos corsários mouros, principalmente de Tetuão, que eram os mais atrevidos, e turcos, franceses e ingleses, que na boca do estreito vinham espiar presa que tomar a Portugueses e espanhóis."
O raio de acção da Esquadra do Estreito estendia-se da costa algarvia, pelo Golfo de Cadiz pelo Estreito de Gibraltar e costa do Magrebe. A composição da frota variou bastante ao longo da sua existência tanto no número como no tipo de navios que a compunham.